# Sankt Oswald (Sankt Oswald-Riedlhütte)
Sankt Oswald ist ein Gemeindeteil der Gemeinde Sankt Oswald-Riedlhütte im niederbayerischen Landkreis Freyung-Grafenau. Die Gemeinde Sankt Oswald wurde 1979 in Sankt Oswald-Riedlhütte umbenannt.

## Lage
Das Pfarrdorf Sankt Oswald liegt im Bayerischen Wald etwa vier Kilometer nordöstlich von Grafenau.

## Geschichte
Am 8. Juni 1389 wurde über einer als heilkräftig geltenden Quelle eine Kirche eingeweiht. Vermutlich bestanden schon vorher eine Siedlung von Mönchen und eine Wallfahrt. Landgraf Johann I. von Leuchtenberg stiftete bei der Kirche in St. Oswald am 5. August 1396 ein Paulinerkloster, dem er die Pfarrei Grafenau einverleibte. Aus seinem Eigentum schenkte der Graf dem Kloster die Dörfer Reichenberg, Höhenbrunn, Draxlschlag, Haslach, Schönanger und Grünbach. 1431 wurde das Kloster Sankt Oswald den Augustiner-Chorherren von Kloster St. Nikola in Passau übergeben, von denen es 1567 die Benediktiner von Kloster Niederaltaich übernahmen. Die Propstei St. Oswald besaß als Hofmark auch die niedere Gerichtsbarkeit, die durch einen Propstrichter wahrgenommen wurde. Die Grundholden hatten auf Wiesen und Feldern nur das Nutzungsrecht als Erbpacht.
Die Gemeinde Sankt Oswald wurde nach der Säkularisation in Bayern aus dem größten Teil des 1803 aufgelösten Klosterbesitzes gebildet. 1806 entstand die selbstständige Pfarrei Sankt Oswald. 1876 brannten die Kirche und die ehemaligen Klostergebäude nieder. Von 1880 bis 1882 entstand die jetzige Kirche. Die Gemeinde gehörte zum ehemaligen Landkreis Grafenau. Im Zuge der Gebietsreform in Bayern wurde 1978 ein Großteil der Ortschaft Pronfelden der Gemeinde Spiegelau zugewiesen. Am 1. März 1979 wies das Bayer. Staatsministerium des Innern der Gemeinde den Doppelnamen Sankt Oswald-Riedlhütte zu.

## Kultur und Sehenswürdigkeiten
- Pfarrkirche St. Oswald. Die ehemalige Propsteikirche und heutige Pfarrkirche der Pfarrei Sankt Oswald wurde nach einem Brand von 1880 bis 1882 von Johann Baptist Schott neubarock auf älteren Mauern wiederaufgebaut. Sie enthält eine Holzfigur des Kirchenpatrons St. Oswald um 1430/1440.
- Brünnlkapelle mit Heilquelle
- Waldgeschichtliches Museum

## Bildung und Erziehung
- Gemeindekindergarten

## Vereine
- Altschützen
- BRK-Kolonne
- DJK-SV
- Freiwillige Feuerwehr
- Imkerverein
- Kaninchenzuchtverein
- Kath. Frauenbund
- Krieger- und Soldatenverein
- Männerchor
- VDK

## Persönlichkeiten
- Ludwig Schober (* 1949), Bibliothekar und Lokalhistoriker